# Luc Oursel
Pour les articles homonymes, voir Oursel.
Luc Marie Bernard Oursel, né le 7 septembre 1959 à Boulogne-Billancourt et mort le 3 décembre 2014 à Paris 15e,, est un administrateur de société français, président du directoire d'Areva et membre de son comité exécutif de 2011 à 2014.

## Biographie
Il est le fils de Bernard Oursel, colonel des troupes d'infanterie de marine, le petit-fils de Charles Oursel et le neveu de l'historien d'art Raymond Oursel.

### Formation
Après avoir étudié au lycée Janson-de-Sailly à Paris, Luc Oursel sort diplômé de l’École nationale supérieure des mines de Paris puis ingénieur du Corps des mines.

### Carrière professionnelle
Il commence sa carrière de fonctionnaire comme ingénieur à la Compagnie des mines d'uranium de Franceville (Comuf) au Gabon entre 1982 et 1983. Contremaître à Mounana, il pilote pendant quelques mois une équipe de 60 ouvriers. Il fait à cette époque un voyage en pirogue sur l’Ogooué jusqu’à Lambaréné. 
En 1984, il intègre la DRIRE de la région Rhône-Alpes comme chef de la Division énergie et sous-sol. À cette époque, il enseigne aussi  l'économie des ressources naturelles à l'École nationale supérieure des mines de Saint-Étienne.
En 1988, il rejoint la direction du gaz, de l’électricité et du charbon, au ministère français de l’Industrie, où il exerce les fonctions de chef du service électricité, puis adjoint au directeur du gaz, de l’électricité et du charbon. 
En 1991, il intègre le cabinet du ministre de la Défense Pierre Joxe comme conseiller technique, chargé des affaires industrielles, des programmes d’armement et de la recherche, où il côtoie François Roussely qui devient ensuite PDG d'EDF. 
À partir de 1993, il rejoint Schneider Electric en qualité de directeur général de la Société d'appareillage électrique Gardy, filiale spécialisée dans la production de disjoncteurs et d’appareillages électriques. Puis Luc Oursel est nommé directeur général de Schneider Shanghai Industrial Control, et s'installe à Shanghai avec femme et enfants. 
En 1998, il devient président-directeur général de Schneider Electric Italia, puis, en 2001, directeur industriel de Schneider Electric. Le PDG Didier Pineau-Valencienne veut en faire son dauphin chez Schneider, mais nomme finalement Henri Lachmann. Luc Oursel quitte le groupe Schneider en 2001 en raison d'un désaccord avec Henri Lachmann.
Il intègre en 2002 le groupe Sidel comme directeur général adjoint responsable de Sidel solutions (ventes, services, ingénierie). Directeur des filiales internationales de Geodis à partir de septembre 2004, il en devient directeur général en 2006 et quitte le groupe à la fin de la même année. 

#### Areva
En janvier 2007, Luc Oursel est nommé par Anne Lauvergeon président d'Areva NP, membre du comité exécutif d'Areva et du comité exécutif nucléaire d'Areva. Le 22 mars suivant, il est nommé membre du directoire d'Areva, où il s'occupe du chantier de l'EPR finlandais d'Olkiluoto. En 2009, il devient directeur général adjoint chargé des opérations du nucléaire.
Le 16 juin 2011, Luc Oursel est désigné pour succéder à Anne Lauvergeon à la tête d'Areva par décision présidentielle. Cette décision est validée cinq jours plus tard par le Conseil de surveillance du groupe. Président du groupe, il doit, parmi les nombreux dossiers en cours, créer une filiale pour les mines d'Areva et vendre des centrales nucléaires à l'étranger. Réputé pour son tempérament « sanguin », il est surnommé en interne « Kung Fu Panda ».
C'est notamment sous sa direction du groupe Areva qu'éclate l'affaire Maureen Kearney, du nom d'une lanceuse d'alerte alors responsable syndicale de la CFDT et secrétaire du comité de groupe européen d'Areva. Au début des années 2010, elle alerte la presse et les politiques de l'existence d'un contrat secret menaçant pour Areva et comportant des transferts de technologie vers la Chine, mais est retrouvée violemment agressée à son domicile par la suite. Cette affaire inspire notamment un livre-enquête ainsi qu'un film sorti en 2022, La Syndicaliste, dans lequel Luc Oursel est interprété par l'acteur Yvan Attal et dépeint comme une personne colérique. La famille d'Oursel publie en réaction une tribune dans le Journal du dimanche pour s'opposer à cette représentation.
Le 20 octobre 2014, il annonce qu'il suspend ses activités à la tête du directoire d'Areva pour des raisons de santé, six semaines avant sa mort, qui survient le 3 décembre à la suite d'un cancer du pancréas.

### Autres fonctions
De 2011 à juin 2013, il est président de la Société française d'énergie nucléaire. Le 20 septembre 2012, il est élu président du conseil d'administration de l'ANRT, où il succède à Louis Gallois.

### Vie privée
Il se marie à Saint-Tropez le 7 juillet 1984 à Sylvie Delorme, biologiste, fille du contre-amiral Louis Delorme, avec laquelle il a quatre enfants, Luc Oursel est un amateur d'opéra, de natation, de lecture, de sports de montagne et de cyclisme.

## Distinctions
Le 31 décembre 2010, Luc Oursel est nommé chevalier de la Légion d'honneur par Nicolas Sarkozy.